# Braddan Bridge (Man)

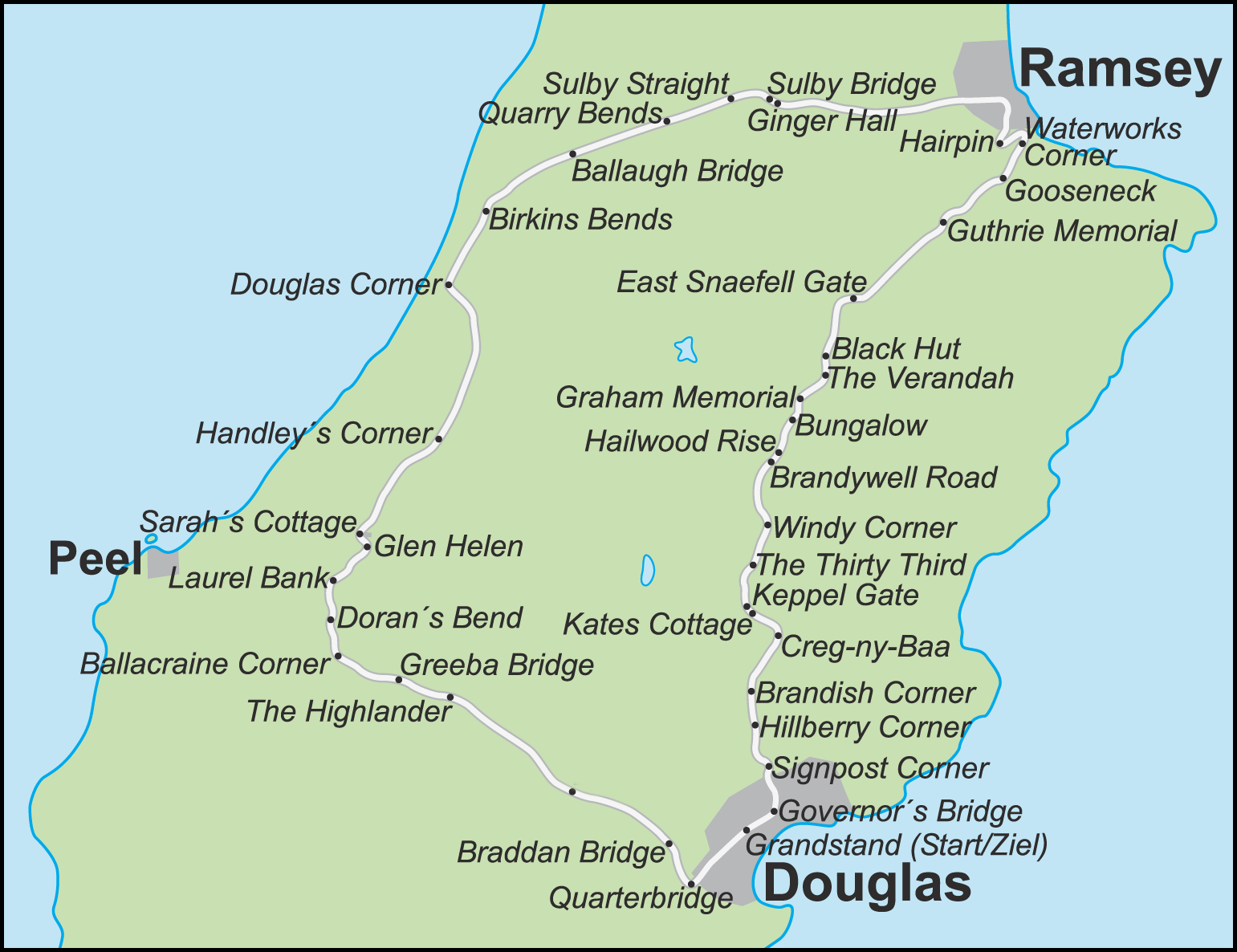
Braddan Bridge ligt aan de zuidkant van het circuit van Man vlak bij Douglas

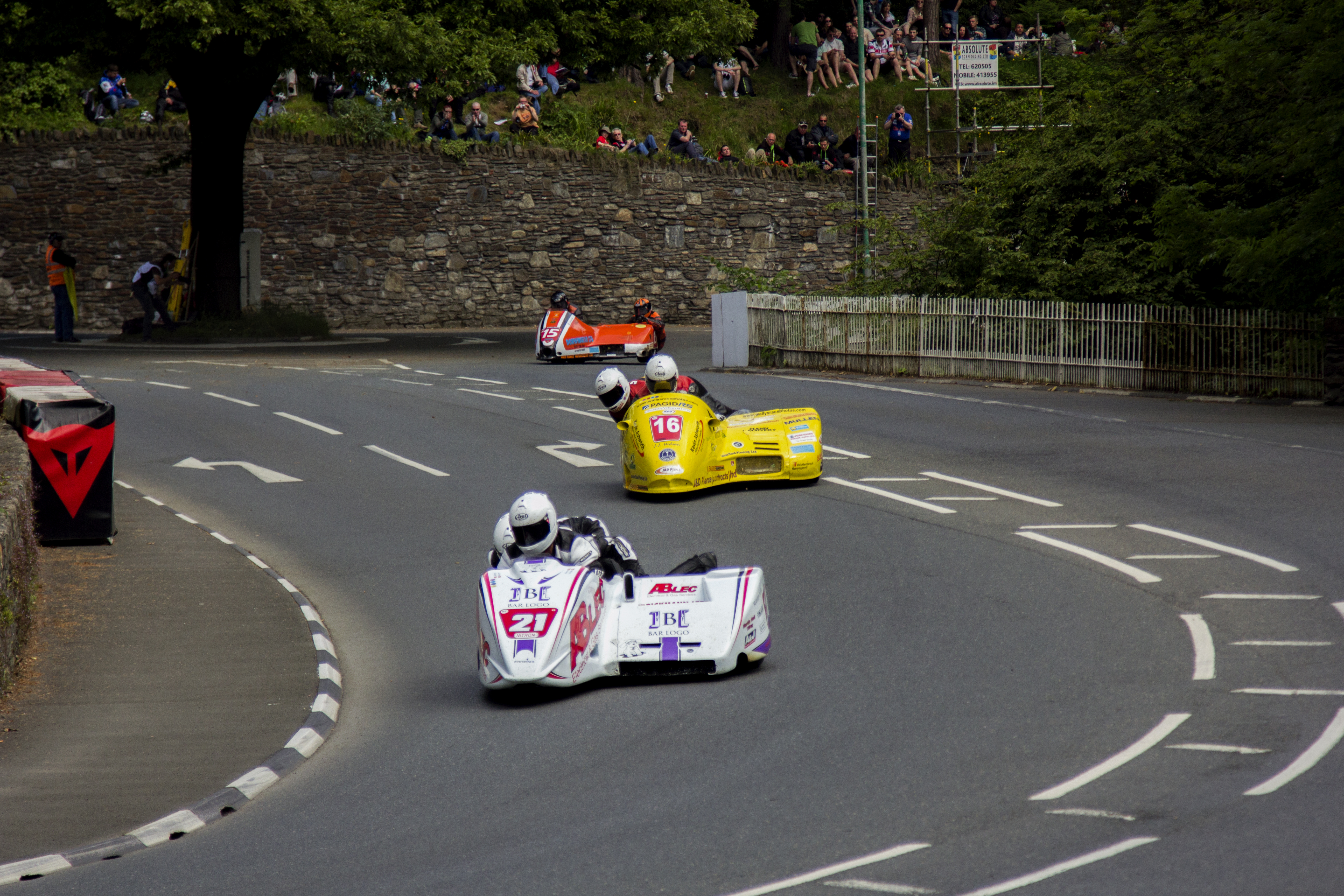
Sure Sidecar TT 1 in 2014 op Braddan Bridge, met de "Jubilee Oak" op de achtergrond

Braddan Bridge (Iers: "Naomh Breandán" Saint Brendan of Clonfert "de Zeevaarder") is een brug over de Dhoo op het eiland Man. Ze ligt in de A1 tussen Douglas en Peel en maakt deel uit van de parochie Braddan.

## Braddan Bridge Halt (Staad Vraddan)
Een halte van de eerste spoorlijn van de Isle of Man Railway naar Peel kreeg de naam "Braddan Bridge Halt". De halte werd niet regelmatig gebruikt, maar meestal wel voor de openluchtdiensten in de nabijgelegen Kirk Braddan, waarvoor extra treindiensten werden ingepast.
Het station is inmiddels afgebroken en het oude stationsgebouw werd hergebruikt als station van Colby. Tegenwoordig herinnert niets meer aan de spoorlijn die hier ooit lag.

## Snaefell Mountain Course
Braddan Bridge is bekender als markant punt in de Snaefell Mountain Course, het circuit dat gebruikt wordt voor de Isle of Man TT en de Manx Grand Prix. Braddan Bridge maakte ook deel uit van de Highroads Course en de Four Inch Course, die gebruikt werden voor de Gordon Bennett Trial en de RAC Tourist Trophy van 1904 tot 1922. Braddan Bridge ligt tussen de eerste en tweede mijlpaal van het circuit en tussen de markante punten Quarterbridge en Union Mills. Voor toeschouwers is Braddan Bridge een geliefd punt. Rondom de ingang van de "nieuwe" kerk (1876) worden tribunes opgebouwd en het Braddan Bridge House biedt gehandicapten de mogelijkheid de TT te bezoeken.
Als de coureurs uitaccelereren uit de bocht bij Quarterbridge hebben ze een recht stuk van ongeveer 800 meter tot ze Braddan Bridge bereiken. De weg is hier aan beide zijden begrensd door een stenen muur, met aan de rechterkant een trottoir. Achter de linker muur ligt de rivier Dhoo, achter de rechter muur een rij bomen die in 1935 geplant zijn ter gelegenheid van het zilveren jubileum van koning George V. Hoewel Braddan Bridge niet beschouwd wordt als een bijzonder gevaarlijk punt, is het wel een bepalend punt voor de rondetijden. Het aanremmen voor de S-bocht en het vloeiend nemen van die bocht kan seconden verschil in de rondetijd maken. Over het algemeen nemen de snelste rijders de eerste bocht wat langzamer om een goede acceleratie uit de tweede bocht te krijgen. Daardoor hebben ze een hogere snelheid op de lichte klim richting Snugborough.

### Port-y-Chee Meadow
Aan de rechterkant van de weg vanaf Quarterbridge ligt een stuk open grasland dat Port-y-Chee Meadow wordt genoemd. Over de oorsprong van de naam bestaat onzekerheid. Lesley Quilliam schreef in de "A Gazetteer of the Isle of Man" dat de vertaling uit het Manx-Gaelisch "Haven van Vrede" betekende, maar dat het ook "Fort of the Fairies" (Fort van de Feeën) kon zijn. Kanunnik Ernest Stenning schreef over een legende waarin beschreven werd dat "op een heldere nacht kleine mensen die leken op Scandinavische trollen over de weilanden langs de oude vestingmuren richting Braddan Bridge huppelden". Tijdens de Isle of Man TT en de Manx Grand Prix wordt Port-y-Chee Meadow als kampeerplaats gebruikt. Men gebruikt dan de faciliteiten van de Douglas Rugby Club.

### Jubilee Oak
Net voor de coureurs de links/rechts combinatie over de oude spoorbrug nemen passeren ze een rotonde met de Jubilee Oak, die in 1887 geplant werd ter gelegenheid van het gouden jubileum van koningin Victoria. Coureurs die hun snelheid verkeerd hebben ingeschat kunnen hier Braddan Road in vluchten, maar dan moeten ze wel de oude eik weten te passeren.

### Braddan Bridge House
Braddan Bridge House ligt bij dezelfde rotonde. Het is de huisvesting van de Joey Dunlop Foundation en wordt daarom ook wel "Joey Dunlop Foundation Building" genoemd. Het Braddan Bridge House biedt logeermogelijkheden voor gehandicapten en is daarvoor ook helemaal aangepast.

### Memorial Stone en Percy Guest Memorial Seat
In 1920 werd bij de ingang van Vicarage Road een vluchtheuvel gebouwd met daarop een oorlogsmonument ter herdenking van de slachtoffers van de Eerste Wereldoorlog. De coureurs schraapten regelmatig langs dit monument, dat later werd verplaatst naar het grasveld voor de nieuwe kerk. Voor de tuinmuur van de kerk staat het herdenkingsbankje voor marshal Percy Guest, die in 1980 overleed nadat hij door een toeschouwer was aangereden bij het afsluiten van de weg voor de trainingen. Percy Guest was al jarenlang Flag Marshal en werkte als postbeambte. Afgeleid van de tekst bij het bankje "In memory of Percy Guest from the TT Marshals, Post Office and St John's AFC" voetbalde hij ook bij St Johns United AFC.

### Braddan Depot
Omdat men in de eerste jaren van de Snaefell Mountain Course het start/finishgedeelte nog op Quarterbridge Road had, waar geen ruimte was om te tanken, had men van 1911 tot 1913 depots gebouwd voor de muren bij kerk van Braddan en iets voorbij Parliament Square in Ramsey.

## Wegverbeteringen
In 1923 werd de weg bij Braddan Bridge verbreed. In 1924 werd de hele weg van Quarterbridge tot Braddan Bridge verbreed en verbeterd en in 1927 werd ook de brug zelf verbeterd. In 2008 werden in beide bochten van Braddan Bridge minirotondes gemaakt, maar omdat die uitsluitend geschilderd werden hadden ze geen invloed op de racelijn.

## Gebeurtenissen bij Braddan Bridge
- 1964: Op 2 juni verongelukte Brian Cockrell met een Norton tijdens de training voor de Isle of Man TT.
- 1980: Op 31 mei werd flag marshal Percy Guest aangereden door een toeschouwer toen hij de weg wilde afsluiten voor de openingsrace. Hij overleed aan zijn verwondingen.
- 2004: Op 29 mei verongelukte Serge le Moal met een Honda tijdens de training voor de Isle of Man TT. Het was de eerste trainingsronde van zijn eerste TT, en Serge heeft dus nooit de volledige Mountain Course gereden.

(Markante punten in cursief zijn onofficiële punten of worden alleen gebruikt binnen Marshal Sectors)
1e mijl:
TT Grandstand ·
Nobles Park ·
St Ninian's Crossroads ·
Bray Hill ·
Ago's Leap ·
Quarterbridge Road ·
1st Milestone ·
2e mijl:
Wal Handley Memorial Seat ·
Quarterbridge ·
Port-y-Chee Meadow ·
Braddan Bridge ·
Jubilee Oak ·
Braddan Bridge House ·
Braddan Depot ·
Snugborough (Cronk Dhoo) ·
2nd Milestone ·
3e mijl:
Union Mills (Mullen Dhoo, Mwyllin Dhoo Aah, Mullin Doway) ·
Railway Inn ·
Ballahutchin Hill (Elm Bank Hill) ·
3rd Milestone ·
4e mijl:
Ballafreer ·
Glenlough ·
Ballagarey Corner ·
Glen Vine (Glen Darragh) ·
Ballabeg ·
4th Milestone ·
5e mijl:
Crosby ·
Crosby Left (Vicarage Corner) ·
Crosby Cross-Roads ·
5th Milestone ·
6e mijl:
Crosby Hill (Ballaglonney Hill of Halfway Hill) ·
Halfway House (The Waggon & Horses) ·
St Trinian's ·
The Highlander ·
Greeba Verandah ·
Pear Tree Cottage ·
Greeba Castle ·
6th Milestone ·
7e mijl:
Appledene (Shimmin's Corner) ·
Central Valley (Greeba Gap) ·
Greeba Bridge ·
The Hawthorn ·
Knock Breck ·
Gorse Lea ·
7th Milestone ·
8e mijl:
Ballagarraghyn ·
Ballacraine ·
Ballaspur ·
Ballig ·
8th Milestone ·
9e mijl:
Ballig Bridge ·
Doran's Bend ·
Laurel Bank ·
9th Milestone ·
10e mijl
Glen Moar Mill ·
Black Dub ·
Quarter-Distance Marker ·
The Vaish ·
Glen Helen (Glen Rhenass) ·
Sarah's Cottage ·
Creg Willey's Hill ·
10th Milestone ·
11e mijl:
Lambfell Beg ·
Lambfell (Moar) Cottage ·
Cronk-y-Voddy (Cronk-y-Voddy Straight) ·
Cronk-y-Voddy Cross Roads ·
Molyneux's ·
Cronk Bane Farm ·
11th Milestone ·
12e mijl:
Drinkwater's Bend ·
Handley's Corner (Cronk-y-Fedjag, Ballamenagh) ·
12th Milestone ·
13e mijl:
McGuinness's (Shoughlaigue Bridge) ·
Ballaskyr ·
Barregarrow Cross Roads (Cronk Aashen) ·
Barregarrow ·
Little Bray ·
Barregarrow Bottom ·
Cammal Farm ·
Cronk Urleigh ·
13th Milestone ·
14e mijl:
Ballalonna Bridge ·
Westwood Corner ·
Ballakinnag ·
14th Milestone ·
15e mijl:
Douglas Road Corner ·
Glen Wyllin Corner ·
The Mitre ·
Dave Saville Memorial Seat ·
Kirk Michael ·
The White House ·
15th Milestone ·
16e mijl:
Birkin's Bend ·
Rhencullen ·
Bishopscourt ·
Bishopscourt Farm Bends ·
Bishopscourt Straight ·
Orrisdale North ·
16th Milestone ·
17e mijl:
Dub Cottage (Bishop's Dub) ·
Alpine Cottage ·
Balla Cobb ·
17th Milestone ·
18e mijl:
Ballaugh Bridge ·
Ballaugh ·
Gwen's ·
Ballacrye Corner ·
Ballacrye ·
18th Milestone ·
19e mijl:
Quarry Bends ·
Ballavolley ·
Wildlife Park ·
Sulby Straight ·
Half-distance Marker ·
19th Milestone ·
20e mijl:
Sulby ·
Sulby Glen Hotel ·
Sulby Crossroads ·
Sulby Bridge ·
20th Milestone ·
21e mijl:
Ginger Hall ·
Kerrowmoar ·
21st Milestone ·
22e mijl:
Glen Duff ·
Glentramman ·
Temple Corner (Water Through Corner) ·
Glentramman Loop Road ·
Churchtown ·
Caravan ·
22nd Milestone ·
23e mijl:
Lezayre War Memorial ·
Ballakillingan ·
Conker Fields ·
K-tree ·
Sky Hill ·
Milntown Cottage (Pinfold Cottage) ·
Milntown Bridge (Glen Auldyn Bridge) ·
Milntown ·
Gardener's Lane ·
23rd Milestone ·
24e mijl:
Lezayre Road ·
School House Corner (Crossags, Russel's Corner) ·
Parliament Square ·
Queen's Pier Road ·
Ramsey Depot ·
Cruickshanks Corner ·
May Hill ·
24th Milestone ·
25e mijl:
Whitegates ·
Stella Maris ·
Ramsey Hairpin ·
Little Gooseneck ·
Water Works Corner ·
Ballure Reservoir ·
Mountain Section ·
Tower Bends ·
25th Milestone ·
26e mijl:
Gooseneck ·
Joey's (26th Milestone) ·
27e mijl:
Guthrie's Memorial ·
The Cutting ·
27th Milestone ·
28e mijl:
Milligan's Bridge ·
Mountain Mile ·
28th Milestone ·
29e mijl:
Three-Quarter distance marker ·
Mountain Box (East Mountain Gate, East Snaefell Gate) ·
29th Milestone ·
30e mijl:
Casey's (Rice's Corner, George's Folly) ·
Black Hut (Stonebreakers Hut, Shepherd's Hut) ·
John Smyth Memorial Shelter ·
Verandah ·
30th Milestone ·
31e mijl:
Bungalow Bridge ·
Stonebridge ·
Les Graham Memorial ·
Bungalow Bends ·
McIntyre Box ·
Murray's Museum ·
Joey Dunlop Memorial ·
The Bungalow ·
31st Milestone ·
32e mijl:
Hailwood's Rise ·
Hailwood's Height ·
Brandywell (West Mountain Gate, Beinn-y-Phott Gate, Bungalow Gate) ·
Duke's (32nd Milestone) ·
33e mijl:
Windy Corner (Nobles Corner) ·
Nobles Park Road ·
Slieu Lhost Quarry ·
Thirty-Third (33rd Milestone) ·
34e mijl:
Keppel Gate (Clarke's Corner) ·
Kate's Cottage (Shepherd's House) ·
34th Milestone ·
35e mijl:
Creg-ny-Baa (the Keppel Hotel) ·
Gob-ny-Geay (Sunny Orchard) ·
35th Milestone ·
36e mijl:
Brandish Corner (Telegraph Hill, O'Donnell's en Upper Hillberry Corner) ·
Hillberry Corner ·
36th Milestone ·
37e mijl:
Glen Dhoo Farm ·
Hillberry Road ·
Cronk-ny-Mona ·
Johnny Watterson's Lane ·
Signpost Corner ·
Bedstead Corner ·
The Nook ·
37th Milestone ·
38e mijl:
Bemahague ·
Governor's Bridge ·
Governor's Dip ·
Glencrutchery Road ·
38th Milestone